# Orgyia anartoides
Orgyia anartoides är en fjärilsart som beskrevs av Walker 1855. Orgyia anartoides ingår i släktet fjädertofsspinnare, och familjen tofsspinnare. Inga underarter finns listade i Catalogue of Life.

## Bildgalleri

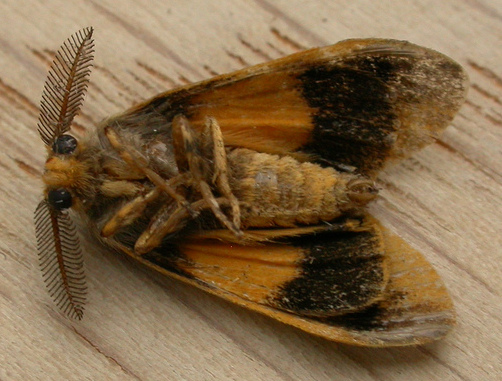
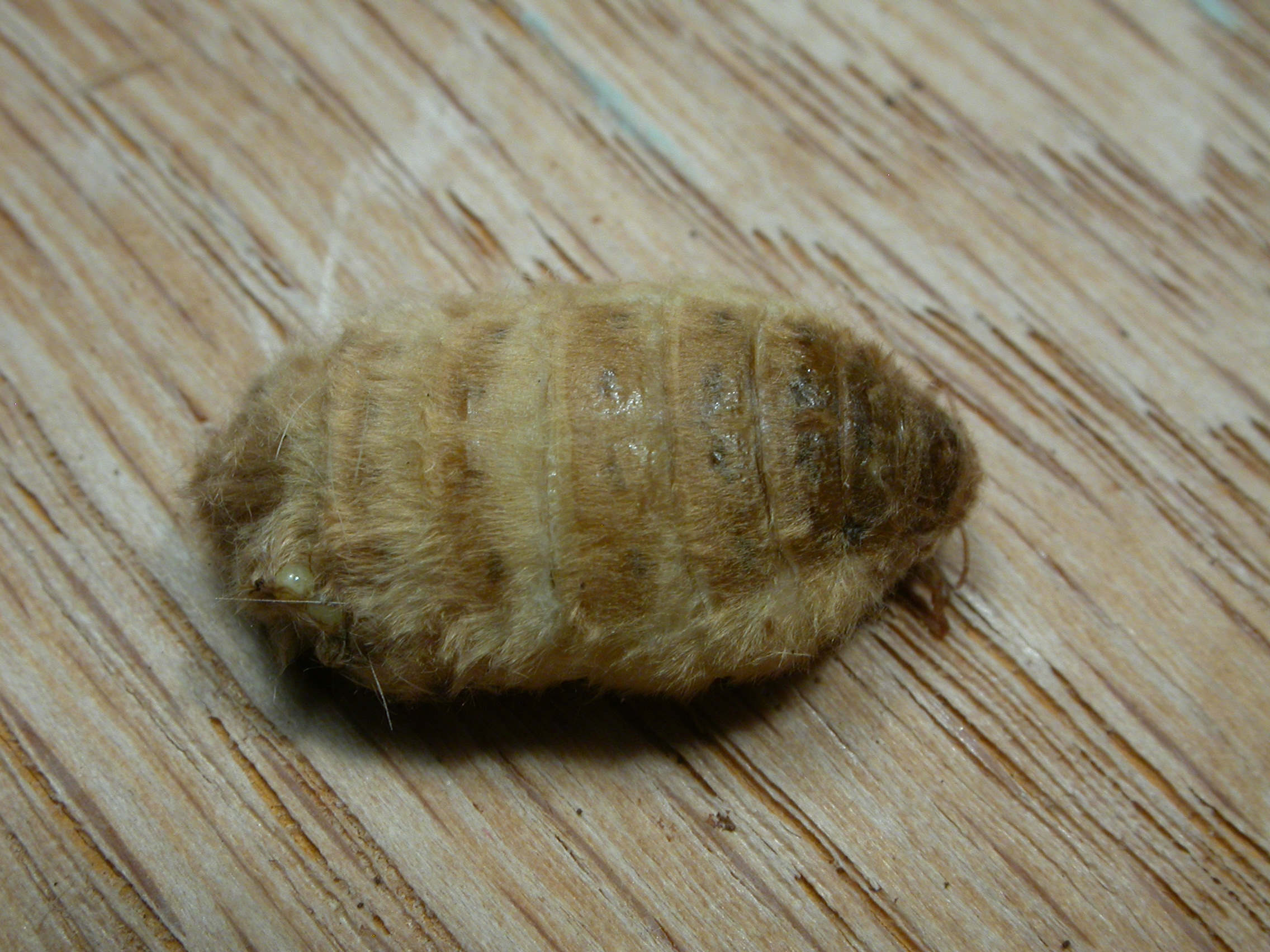
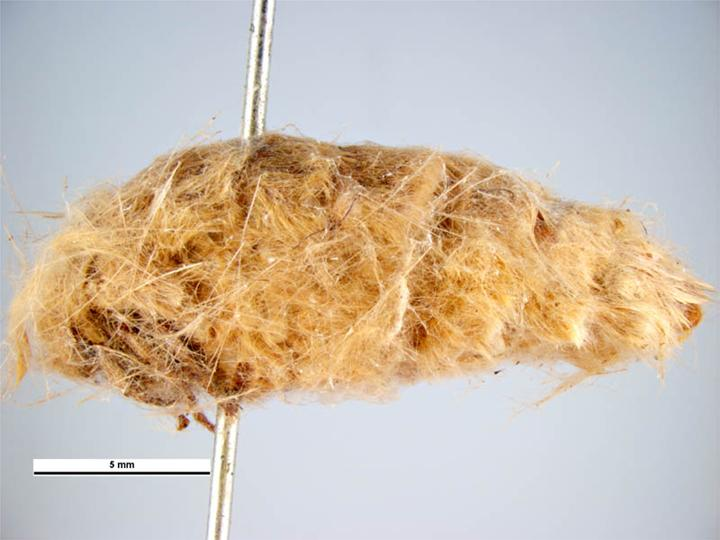
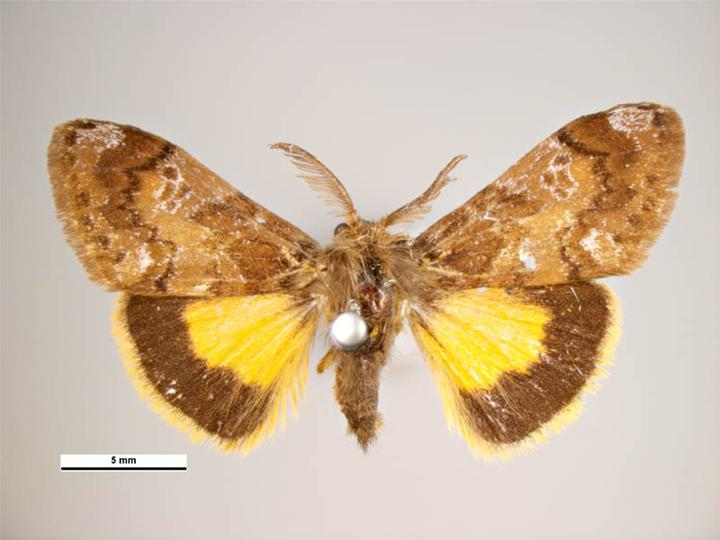
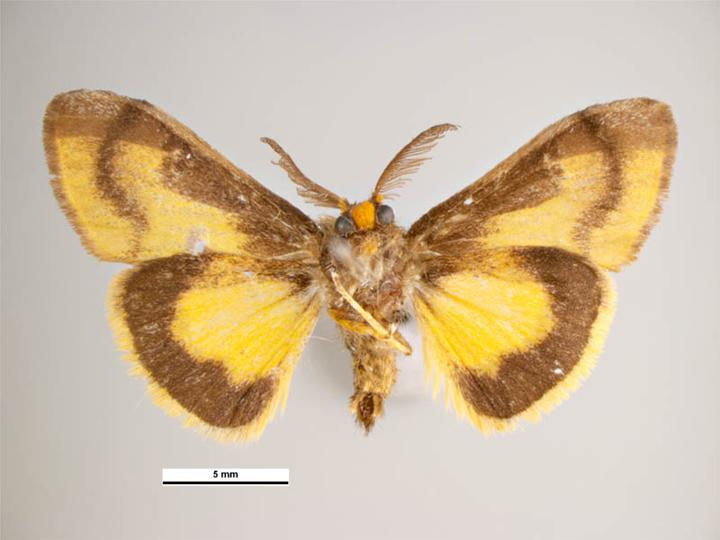
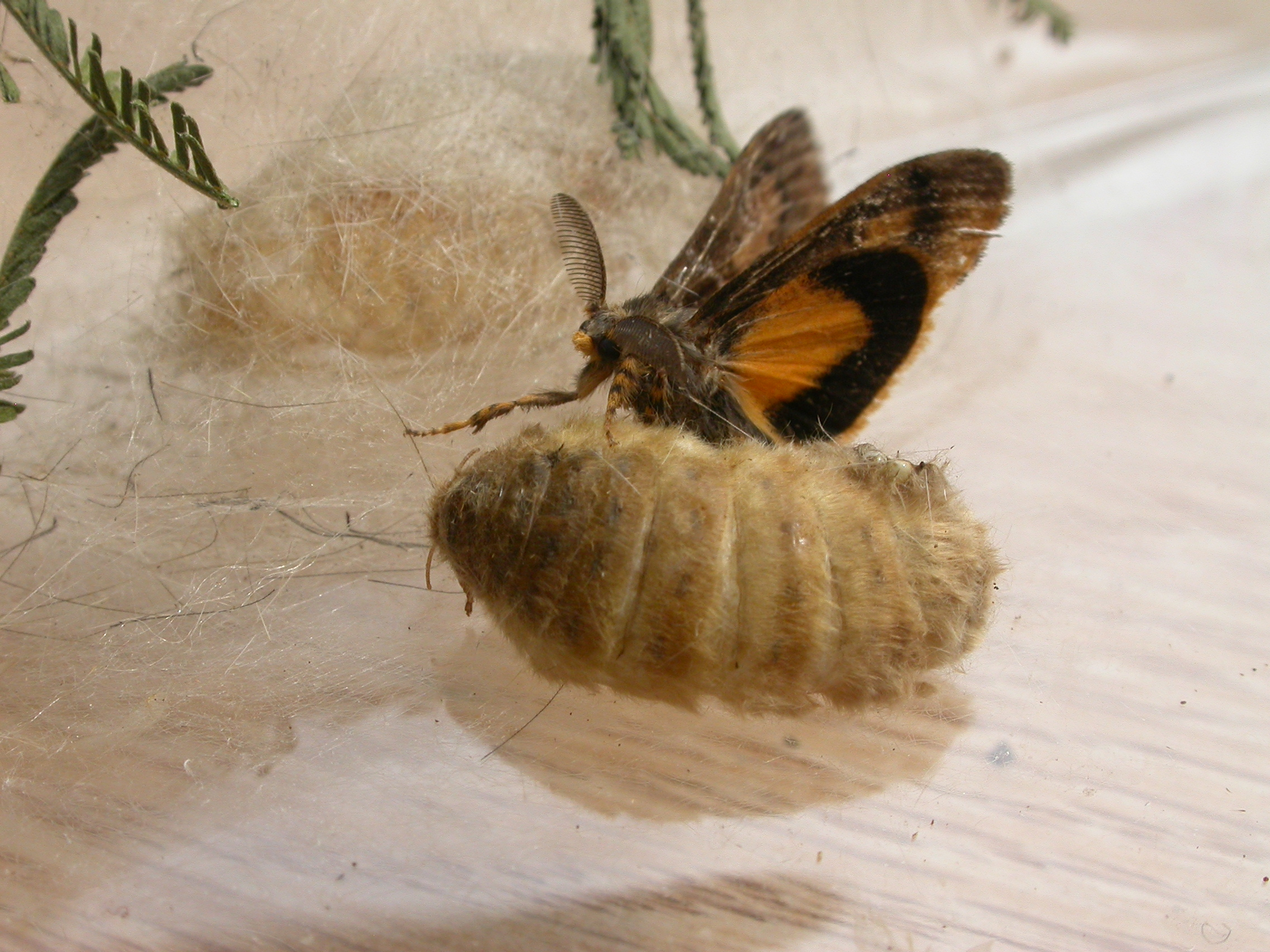